# 中华人民共和国城市服务部
中华人民共和国城市服务部是曾經存在於第一届中华人民共和国国务院的一個部。

## 历史
1956年11月16日第一届全国人大常委会第五十一次会议决定撤销中华人民共和国农产品采购部，成立中华人民共和国城市服务部，杨一辰任部长。1956年12月1日，城市服务部正式成立，主管副食品的收购和供应，并对饮食业、服务性行业（旅馆、理发、澡堂、洗染、照相等）和城市房产工作进行领导和管理。 1958年2月11日，第一届全国人大第五次会议通过《关于调整国务院所属组织机构的决定》，把城市服务部改为中华人民共和国第二商业部。

## 历任领导
- 部长杨一辰
- 副部长张永励
- 副部长王兴让

## 机构设置
- 办公厅
- 计划统计局
- 基本建设局
- 肉食品商业局
- 禽蛋商业局
- 蔬菜食品杂货商业局
- 干鲜果商业局
- 糖业糕点商业局
- 烟酒专卖局
- 饮食业管理局
- 生产企业管理局
- 仓储运输局
- 卫生检疫局
- 物价局
- 财务会计局
- 人事教育局
- 劳动工资局
- 房产业管理局
- 监察局
- 保卫处